# Calçotada

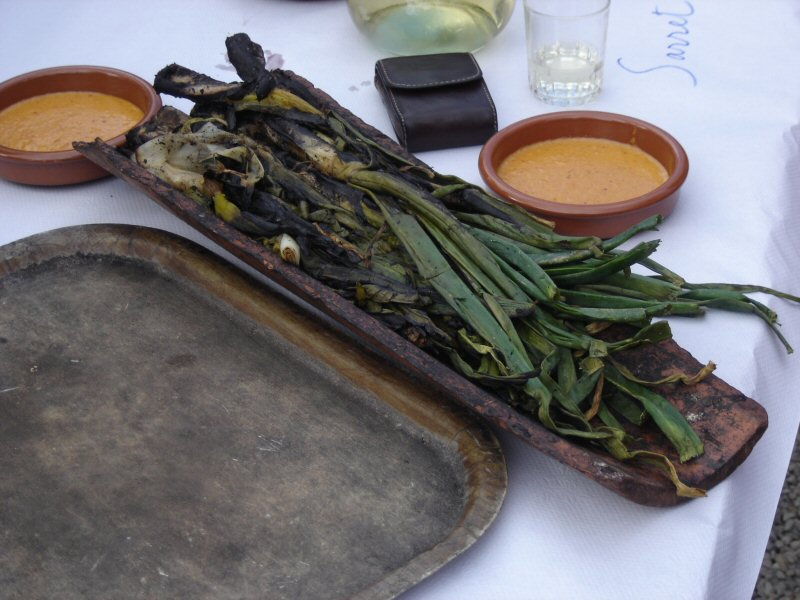
Calçots mit Romesco-Sauce

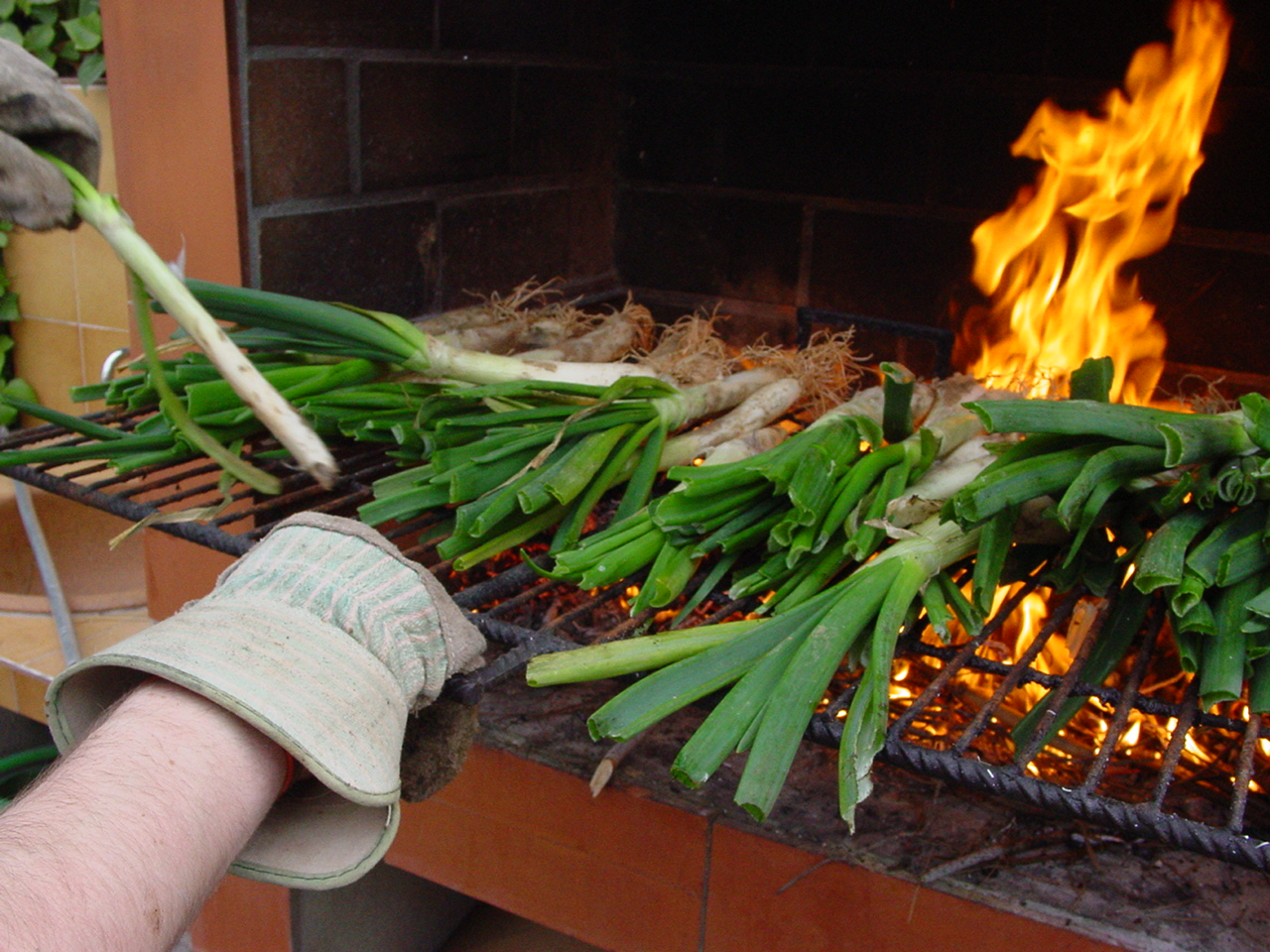
Calçotada

Calçotada [kəlsu'taðə] (katalanisch) ist sowohl die Bezeichnung für ein traditionelles bäuerliches Volksfest in Katalonien, welches ursprünglich um die Stadt Valls beheimatet war, als auch für die gleichnamige Spezialität der katalanischen Küche. Inzwischen findet das Fest in vielen Regionen im Osten Kataloniens statt, und zwar immer im Spätwinter/Frühjahr. Dabei werden neben den namengebenden Calçots [kəl'sɔts], eine Art Frühlingszwiebel bzw. Lauchzwiebel, weitere Speisen verzehrt, in der Regel gegrilltes Fleisch.

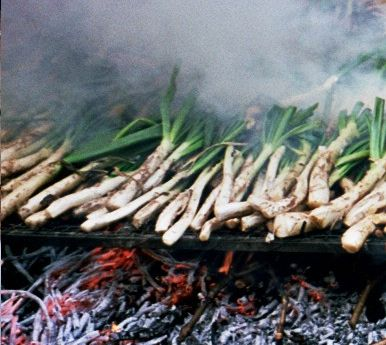
Lauchzwiebeln beim Rösten

Als „calçot“ werden die Sprösslinge einer voll entwickelten weißen Zwiebel bezeichnet, die wieder in die Erde eingesetzt wurde.
Traditionell werden die Calçots auf einen groben Rost gelegt und solange über offenem Feuer, vorzugsweise aus altem Rebholz, gegrillt, bis die äußere Haut schwarz geworden ist. Stilecht werden die Calçots auf halbrunden Dachziegeln serviert. Zum Verzehr werden die Calçots an den verbliebenen inneren Blättern gehalten. Mit der anderen Hand wird die schwarzgebrannte Haut abgestreift. Der weiße und zarte Teil der Frühlingszwiebel wird anschließend in eine würzige Sauce, wie Salvitxada oder Romesco, getunkt und aus der ausgestreckten Hand genossen. Da die Zwiebeln in Sauce getunkt werden und die äußere verkohlte Schicht mit der Hand zum Tisch abgestreift wird, bleibt ein gewisses Kleckern und Beschmutzen nicht aus, so dass in Restaurants üblicherweise zum Calçotessen Lätze verwendet werden.
Auf der verbliebenen Glut werden das Fleisch für das Hauptgericht gegrillt und Brot geröstet. Die Schlachtplatte besteht meistens aus Blutwurst, Kotelett und Lammfleisch, garniert mit weißen Bohnen und Artischocken.
Zur Calçotada trinkt man typischerweise Rotwein aus dem Porró, einem spanischen Trinkgefäß, oder einen örtlichen Cava.

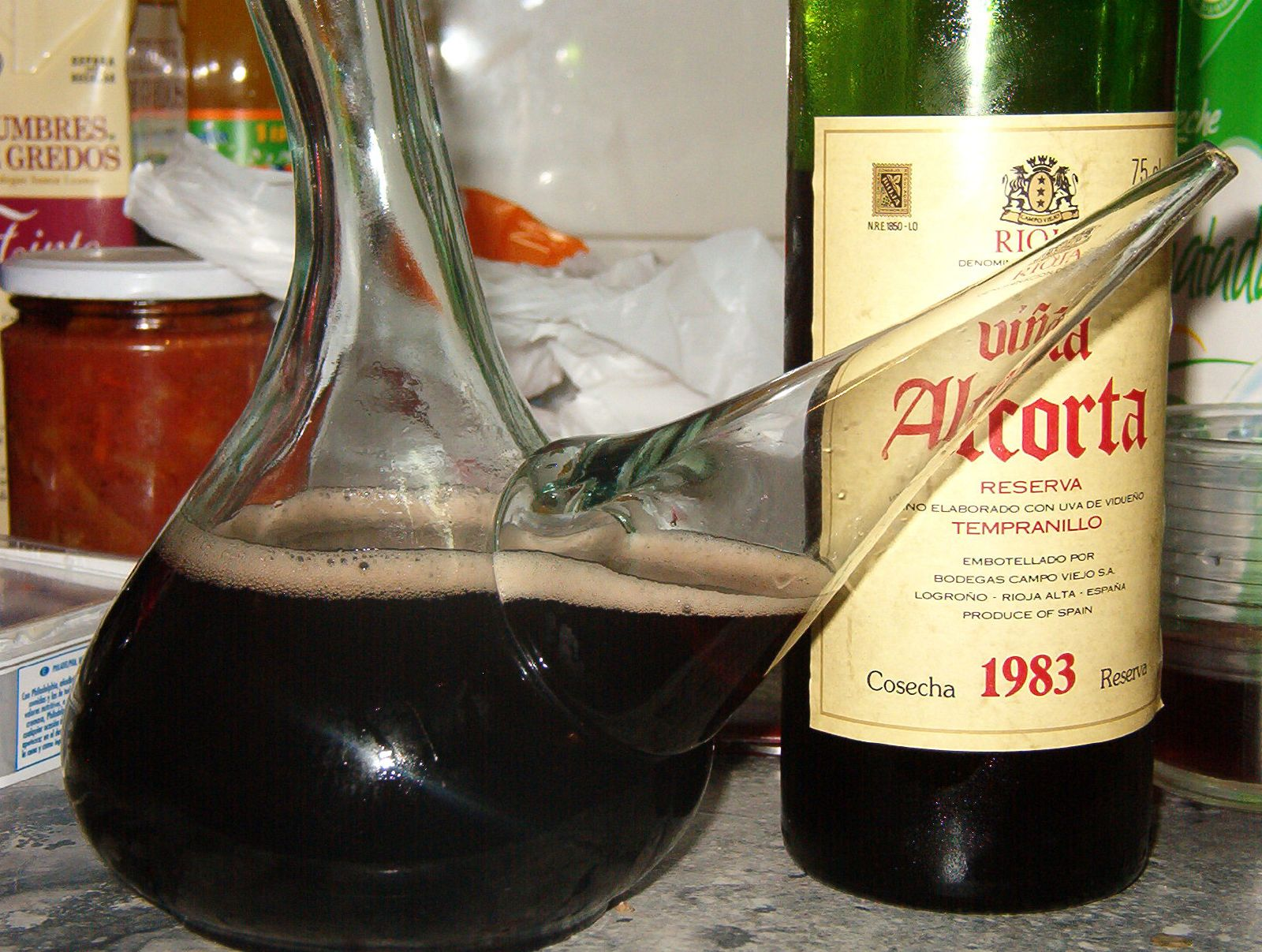
Der Porró mit Rotwein gefüllt wird häufig dazu getrunken